# Богоискательство
Богоискательство — философско-религиозное движение в среде русской интеллигенции конца девятнадцатого — начала двадцатого века. Представители этого движения — Н. Бердяев, С. Булгаков, Д. Мережковский, З. Гиппиус, Н. Минский, В. Розанов, Д. Философов и др. — группировались главным образом вокруг «Религиозно-философского общества»; они издавали журналы «Новый путь», «Вопросы жизни», «Весы». Основная задача этого движения было не поиск «нового Бога», а поиск «новых путей к Богу». Богоискатели критиковали материализм и марксизм за умаление личностного начала.
Бердяев в работе «Новое религиозное сознание» (1907) выразил некоторые идеи богоискательства. Новое религиозное сознание («неохристианство») преодолевает нигилизм, «плебейскую обиду на мир» и «самолюбивый бунт против Бога». Бердяев признает ужасы реального мира, но искренне верит в «трансцендентный исход». Вместе с тем, критике подвергаются «звероподобные христиане» — участники сожжений еретиков и погромов. Обновленная религия богочеловечества должна не «умалять жизнь», а «одухотворять плоть» и «половую любовь».